# Oulun Palloseura
Oulun Palloseura – fiński klub sportowy z siedzibą w mieście Oulu. Główną sekcją klubu jest piłka nożna, a obok niej bandy i bowling (odmiana kręgli).

## Osiągnięcia
- Mistrz Finlandii (2): 1979, 1980

## Historia
OPS założony został w 1925 roku, a do pierwszej ligi pierwszy i jak dotąd jedyny raz awansował w 1975 roku. Klub dwukrotnie wystąpił w Pucharze Mistrzów i w obu przypadkach trafił na Liverpool. W sezonie 1980/81 po remisie 1:1 u siebie OPS przegrał 1:10 na Anfield Road. W sezonie 1981/82 po porażce 0:1 na własnym boisku, klub przegrał 0:7 w Liverpoolu. OPS przez kilka sezonów występował w pierwszej lidze (Mestaruussarja), aż w 1983 spadł do drugiej ligi. Obecnie gra w trzeciej lidze.

## Piłkarze
- Wayne Harrison (1988–??)
- David Irving (piłkarz) (1988)
- Jan Jeżewski (1982–1985)
- Wiesław Wraga (1989–1992)

## Europejskie puchary
Legenda do wszystkich tabel:
- Q – runda eliminacyjna, 1/16, 1/8, 1/4, 1/2 – odpowiednia faza rozgrywek, Grupa – runda grupowa, 1r gr – pierwsza runda grupowa, 2r gr – druga runda grupowa, F – finał, R – runda, PO – play-off
- k. – rzuty karne, los. – losowanie, Dogr. – dogrywka, w. – zasada bramek strzelonych na wyjeździe

| Sezon   | Rozgrywki     | Runda | Klub      | Dom | Wyjazd | Ogólnie |
| ------- | ------------- | ----- | --------- | --- | ------ | ------- |
| 1980/81 | Puchar Europy | 1R    | Liverpool | 1–1 | 1–10   | 2–11    |
| 1981/82 | Puchar Europy | 1R    | Liverpool | 0–7 | 0–1    | 0–8     |